# 法國外籍兵團第1步兵團
法國外籍兵團第一步兵團（法文：1er régiment étranger d'infanterie）為法國外籍兵團的一員。目前駐紮於法國羅訥河口省歐巴涅，為法國外籍兵團總司令部的後方支援部隊，負責管理法國外籍兵團的人事、裝備、運輸及補給消耗品。

## 沿革
- 1831年：法國外籍兵團成立。
- 1841年：本部隊開始編組。
- 1848年：部隊旗授旗。
- 1855年：參加克里米亞戰爭。
- 1862年：亞洲中國膠洲灣遠征。
- 1884年：印度支那遠征。
- 1898年：馬達加斯加遠征。
- 1907年：摩洛哥遠征。
- 1926年：再次前往摩洛哥。
- 1946年：前往法屬印度支那，參加法越戰爭（至1956年）。
- 1954年：參加阿爾及利亞戰爭（至1962年）。

## 編制
- 團本部
- 團部連
- 外籍兵團管理連
- 外籍兵團業務連
- 外籍兵團運輸連
- 本團約有730名成員。

## 主要裝備
- 貝瑞塔92
- FAMAS
- FN Minimi
- VBL裝甲車
- 標緻P4
- TRM 2000卡車
- TRM 10000卡車
- GBC 180卡車

## 外部連結
- Le portail de la Légion étrangère 法國外籍兵團 （页面存档备份，存于） （法文）（英文）
- 1er Régiment étranger (1RE) 1外国军团 （页面存档备份，存于） （法文）}